# 花見

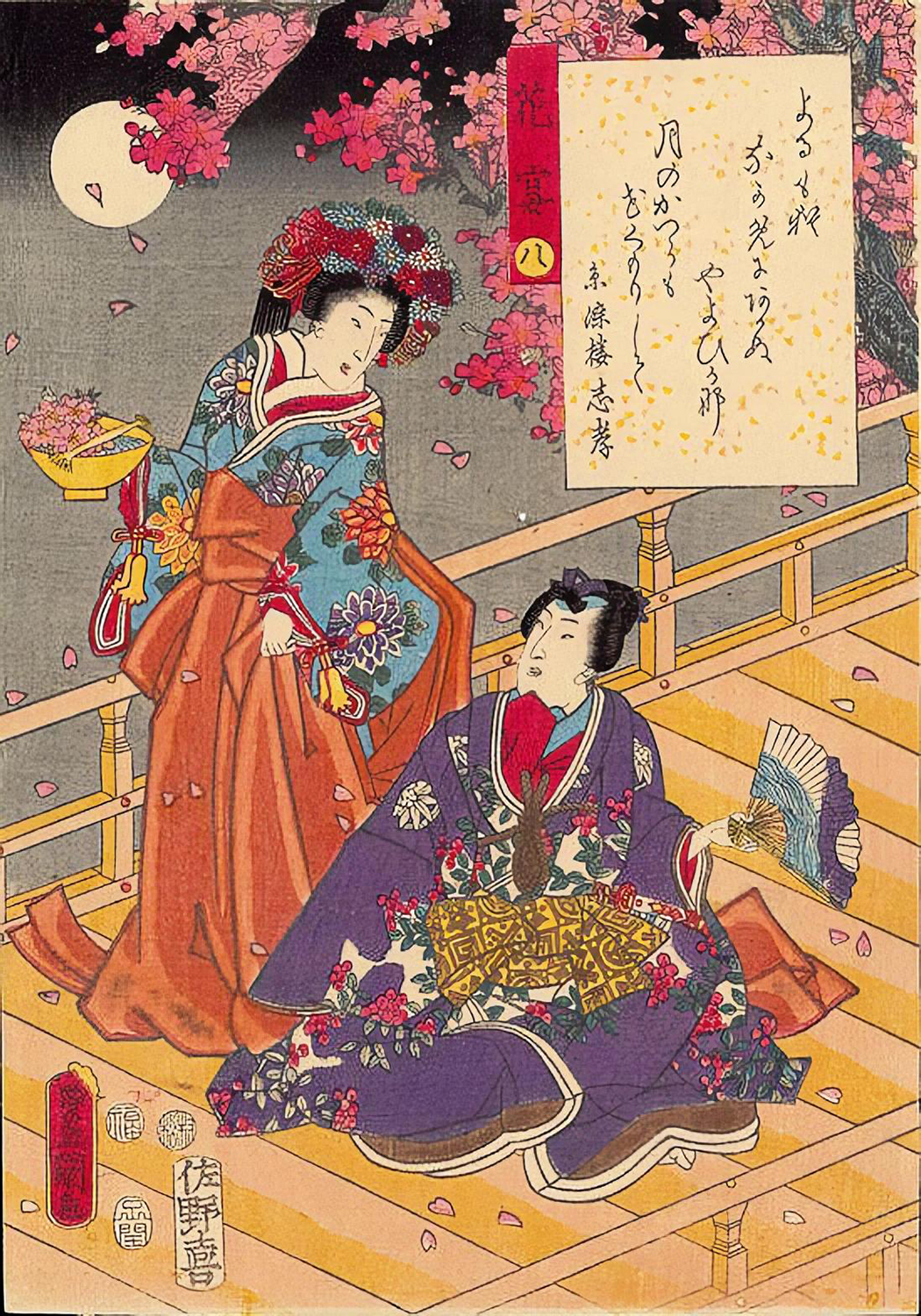
歌川國貞作花見浮世繪

花見（日语：／ Hanami ?）又稱賞花，是一种日本的传统习俗。这一习俗已有上千年的历史，至今仍非常流行。日本傳統的賞花文化，是在二月至三月的梅花、三月至四月的櫻花，以及四月到五月的桃花，但各地盛開的時間並不相同。
赏花的习俗刚刚传入日本时，指观赏梅花，但是现今多指观赏樱花，并在盛开的樱花树下宴饮庆祝。每年三四月份，樱花从开花、盛开再到凋谢，通常只会持续一两周时间，期间各种媒体会进行追踪报道。近年来，日本以外也开始流行类似的赏花活动。

## 历史
赏花的习俗据传起源于奈良时代（710年－794年）。奈良时代，日本在多方面受中国唐朝影响，赏花的习俗就是在这期间传入，至今已有上千年的历史。尽管最初人们多为观赏中国传来的梅花，到了平安时代（794年－1192年），樱花逐渐变得更为普遍。日本人认为樱花是圣洁的，直至今日樱花仍是日本文化的标志。人们相信树中有神灵，赏花时会在树下摆放清酒等贡品，占卜来年的收成，宣布播种水稻的时节来临:74。
赏花的习俗最初的官方记录是嵯峨天皇在京都御所举办的花宴:75-78。在花宴上，人们写诗赞美纤弱的樱花，作为生命的隐喻，短暂而美丽。这种对于生命的态度在日本文化中十分受欢迎，在生命最灿烂的时刻凋零，胜过渐渐老去。平安时代的诗人常常会因为春天的樱花，生出“人生苦短”的感叹。
|                          | 若无樱花常开 人间春色不再 |
| 在原业平（825年－880年） |                           |

《源氏物语》中提到了花宴。自此以后，在短歌和俳句等日本诗歌中，提及“花”则通常表示“樱花”，花宴即指樱花下的宴饮。最初，只有皇室会赏花，到了安土桃山时代（1568年－1600年），武士和其他贵族也开始效仿。丰臣秀吉在吉野町和大子町等地举办了盛大的花宴，在日本社会广受欢迎:75-79。再稍后，农民也形成了类似的习俗，在春天爬上附近的山，在盛开的樱花树下吃午饭。这一习俗和贵族的习俗融合，形成了今日的赏花习俗:79。在江户时代（1600年－1867年），几乎所有人都会参与赏花。德川吉宗种植了大片樱花树，鼓励这一活动。在樱花树下，人们吃午饭、喝清酒进行庆祝:79-80。

## 现状

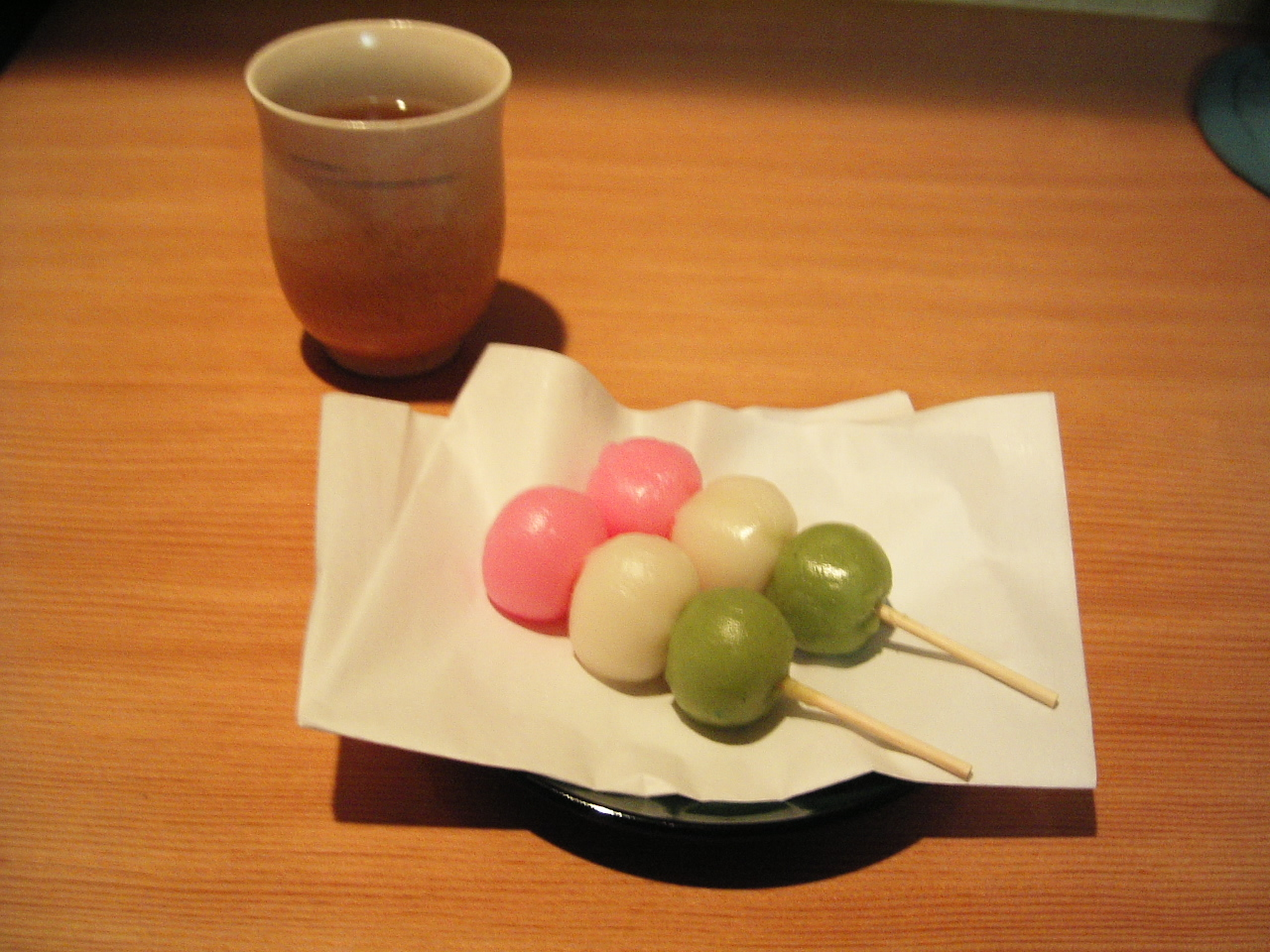
花见团子（下），茶（上）

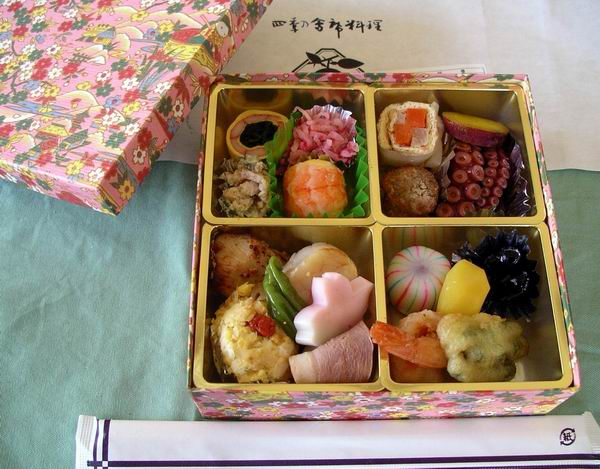
花见便当

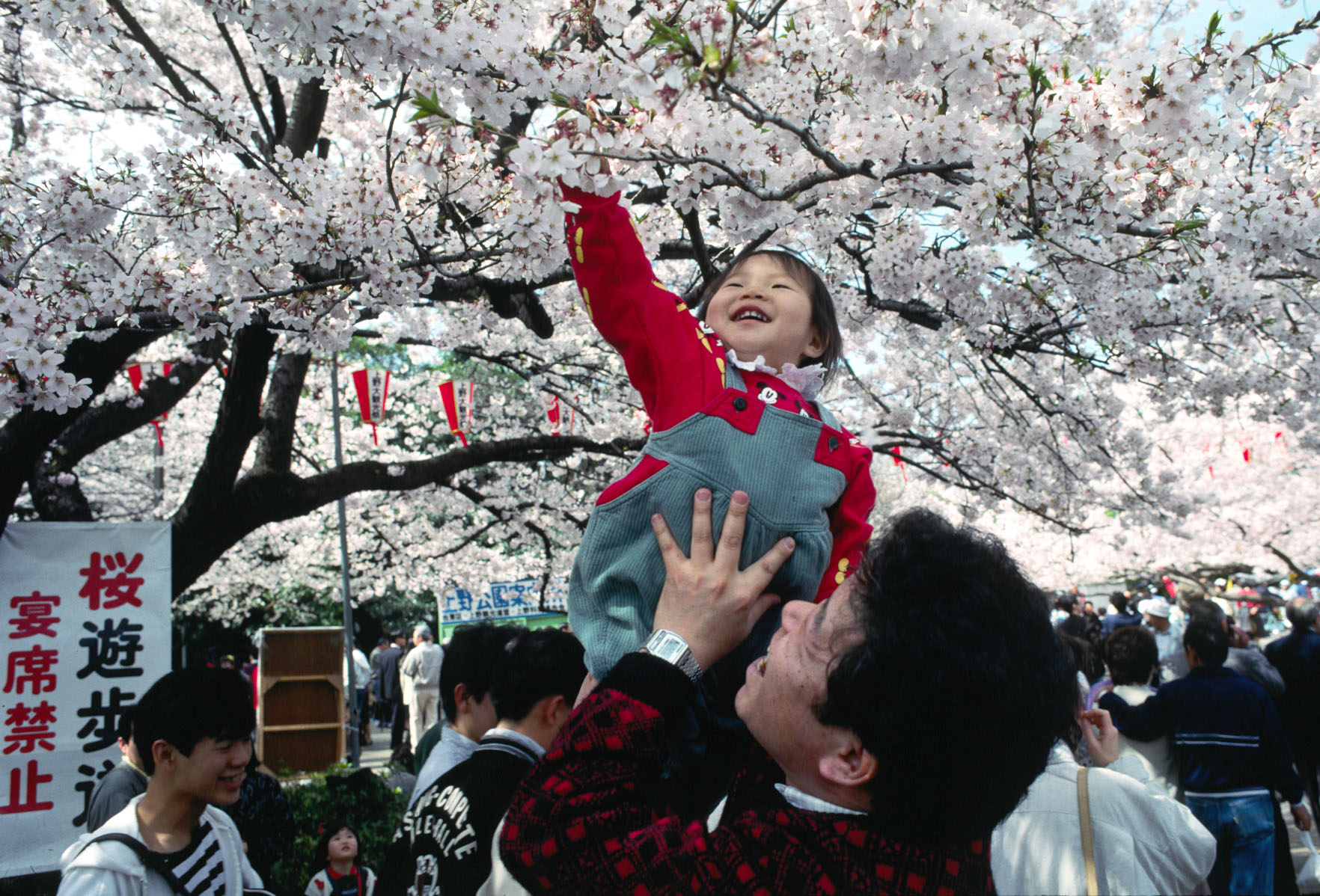
东京上野公园赏花的游人

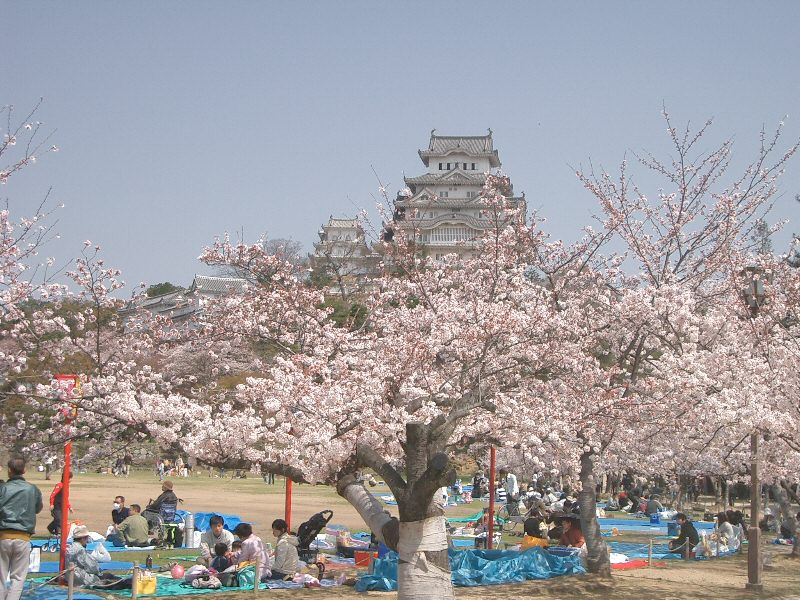
姬路城

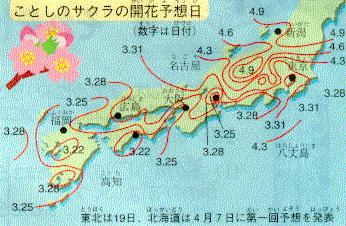
2006年樱前线预报，图中数字表示樱花开放的日期

现今日本人仍保持着赏花的习俗，数以千计的游人在盛开的樱花树下宴饮庆祝，部分聚会甚至会持续到深夜。赏花的习俗中，除了赏花本身，还包括在樱花树下喝清酒，吃花见团子、花见便当等日式点心（和果子）。在日本大部分地区，樱花盛开的时节也是开学、返工的日期，因此聚会的主题也经常与此相关。为了抢占最好的位置，人们通常会提前数小时甚至数天前往有樱花的公园。在东京等城市中，夜间的聚会也非常常见，通常称之为夜樱（日语： yozakura） 。在上野公园等地，还会悬挂纸灯笼来庆祝。
由于樱花从开花、盛开再到凋谢，通常只会持续一两周时间，赏花的人需要关注每年由日本气象协会等机构发布的樱前线预报（日语： sakura zensen）。樱前线一般从最南方的冲绳岛向北移动，于三月底或四月初到达东京、大阪、京都等大城市，最后移动至北海道，期间伴随着各种媒体的追踪报道。

## 日本以外
近年来，赏花在日本以外也开始流行。中国以及美国、韩国等国均有类似的赏花活动。1912年，日本将3000棵樱花树赠予美国，种在华盛顿哥伦比亚特区，此后又多次赠送樱花树给华府；现在，当地每年均会举办国家樱花节。
瑞典哥德堡植物园由2014年起，每年举办Hanami赏花野餐活动，因为该植物园有很多来自日本的植物。典型的活动包括，赏茶，跳樱花舞，展示日本武术等。

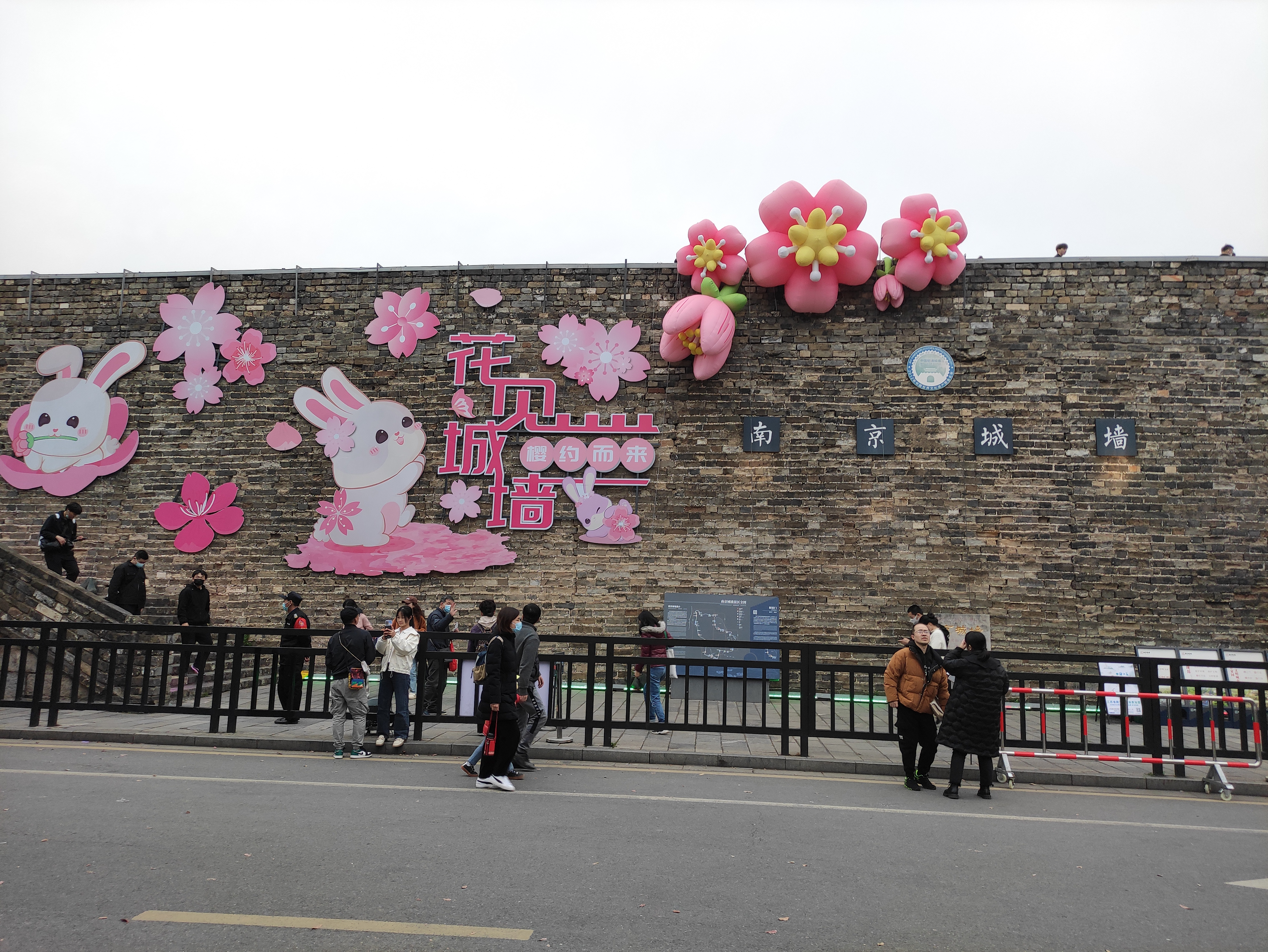
2023年中国南京3月樱花季位于玄武湖景区“樱约而来”花见城墙。